# Kongl. Förvaltningen af Sjö-Ärendena

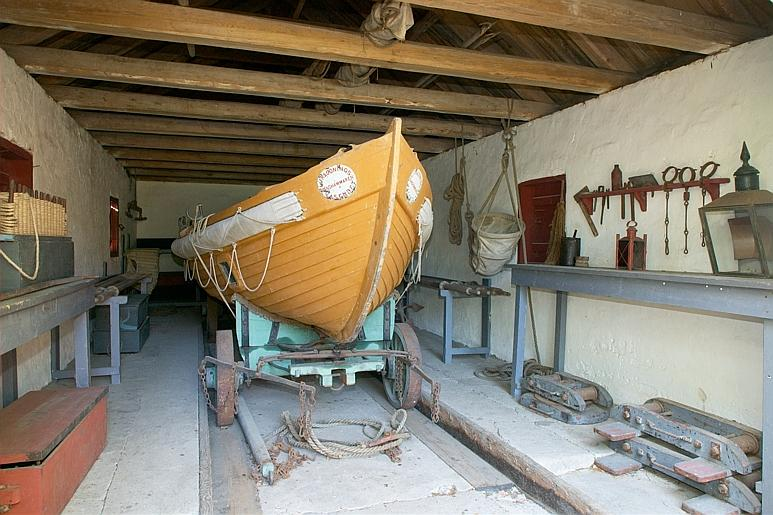
Sveriges första sjöräddningsbåt inköptes 1956 av Kongl. Förvaltningen af Sjö-Ärendena från Danmark till Sandhammarens räddningsstation i samband med inrättandet av ett svenskt livräddningsväsen

Kongl. Förvaltningen af Sjö-Ärendena var 1803–1878 en sjömilitär administrativ myndighet inom Svenska Flottan.
Amiralitetskollegiet omorganiserades 1803 till Kongl. Förvaltningen af Sjö-Ärendena, som också fick ansvar för fyr- och lotsväsen. År 1856 fick det också ansvar för det nyinrättade livräddningsväsendet.
År 1872 bröts den civila delen, med fyrväsen, lotsväsen och livräddningsväsen, ut ur Förvaltningen af Sjö-Ärendena genom bildandet av det nya civila ämbetsverket Kungl. Lotsstyrelsen. Inom den militära delen delegerades ansvar till Flottans stationer, varefter resterande del ombildades till Marinförvaltningen.
Lots-Direktörs-Embetet inom Kongl. Förvaltningen af Sjö-Ärendena utgav bland annat 1848 Underrättelse om Svenska Fyrarne efter Kongl. Förvaltningens Af Sjö-Ärendena Beslut, den första fyrlistan.